# Alf Tveten
Alf Tveten   (Bærum, 30 de juliol de 1912 - Ålesund, 13 de juliol de 1997) va ser un regatista noruec, vencedor d'una medalla olímpica.
El 1936 va prendre part en els Jocs Olímpics d'Estiu de Berlín, on va guanyar la medalla de plata en la classe de 6 metres del programa de vela. A bord del Lully II, formà tripulació junt a Magnus Konow, Karsten Konow, Fredrik Meyer i Vaadjuv Nyqvist.